# Florence Miailhe

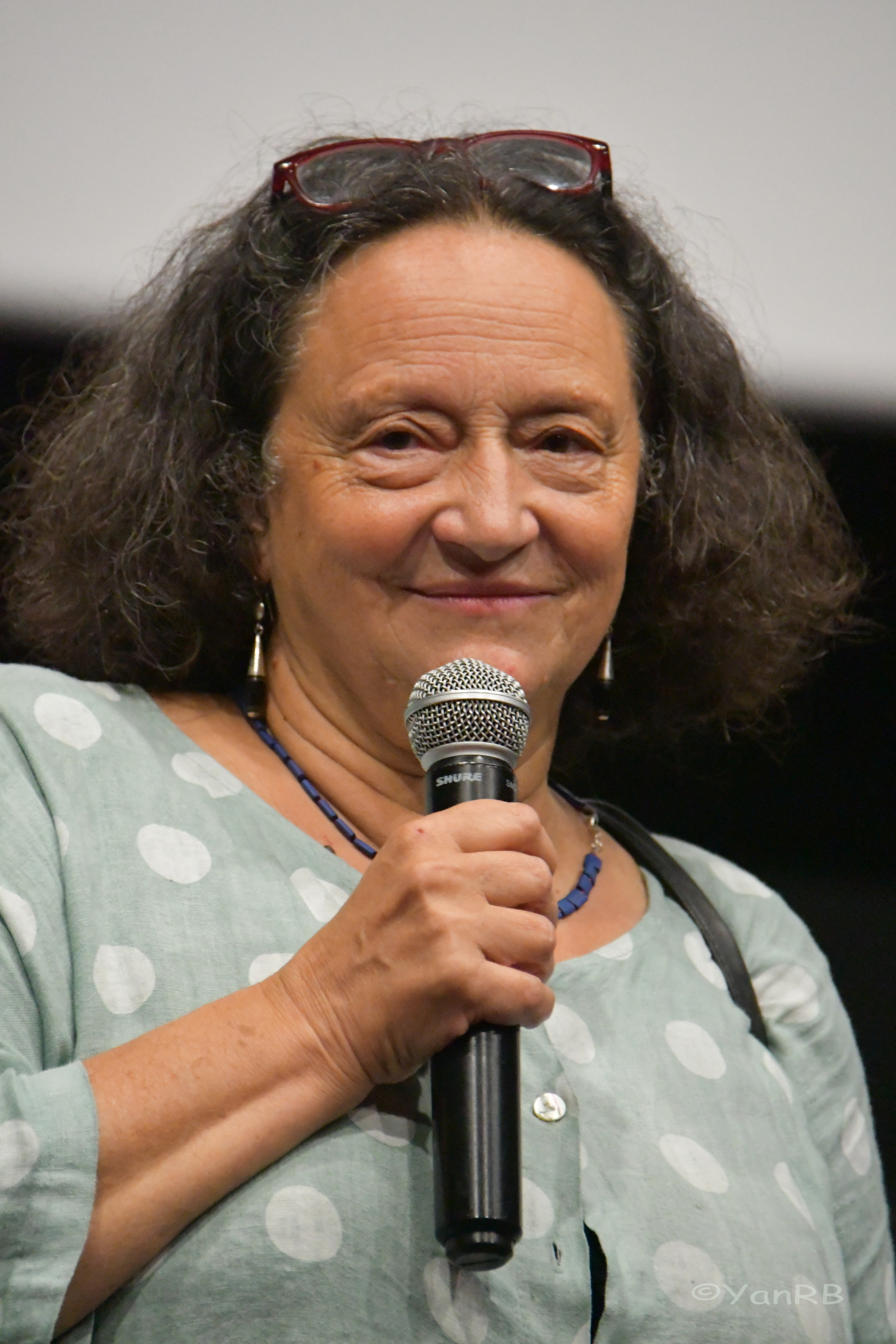
Florence Miailhe 2021

Florence Miailhe (anhörenⓘ; * 1956 in Paris) ist eine französische Animationsfilmerin, Filmregisseurin und Künstlerin.

## Leben
Miailhe ist die Tochter von Künstlerin Mireille Miailhe (1921–2010). Sie studierte bis 1980 an der École nationale supérieure des arts décoratifs (ENSAD), wobei sie sich auf den Bereich Gravur spezialisierte. Nach Ende des Studiums arbeitete sie als Layouterin im Pressebereich, war Designerin und Illustratorin und stellte erste Zeichnungen und Gravuren aus. In Zusammenarbeit mit Robert Lapoujade veröffentlichte sie 1989 unter dem Titel Hammam Serigrafien. Lapoujade ermutigte Miailhe zur Arbeit im Animationsfilmbereich: Im Jahr 1991 veröffentlichte sie mit Hammam ihren ersten animierten Kurzfilm, für den sie 1993 eine César-Nominierung für den besten Kurzfilm erhielt.
Miailhes Animationstechniken sind komplex, sie entwickelte „in einem außergewöhnlichen Zusammenspiel zwischen Malerei und Animation ihren unvergleichlichen Stil des ‚gemalten Films‘“: Sie arbeitet mit Materialien, die in Schichten aufgetragen und direkt unter der Kamera bewegt werden. Die auf den Märchen aus 1001 Nacht basierenden Kurzfilme Scheherazade (1995) und Histoire d’un prince devenu borgne et mendiant (1996) wurden mit Pastellkreide animiert, während der auf Amadou Hampâté Bâs Kurzgeschichte basierende Film Les oiseaux blancs, les oiseaux noirs (2002) überwiegend in Sandanimation entstand, wobei verschiedene Sandarten zum Einsatz kamen. Für ihren animierten Kurzfilm Au premier dimanche d’août, der mit Ölfarbe und Pastellkreide animiert wurde und 2000 erschien, wurde sie 2002 mit dem César für den besten Kurzfilm ausgezeichnet.
Miailhes Kurzanimationsfilm Matières à rêver aus dem Jahr 2009 erschien im selben Jahr mit den Kurzfilmen Dru von Jihane Chouaib, La lisière von Fabianny Deschamps, L’échapée von Katell Quillévéré und Belle de nature von Maria Beatty als Kompilationsfilm unter dem Titel Cyprine. Den Kurzfilm Méandres (2013) realisierte Miailhe gemeinsam mit den Regisseurinnen Elodie Bouedec und Mathilde Philippon-Aginski. Im Jahr 2015 erhielt Miailhe den Cristal d’honneur des Festival d’Animation Annecy für ihr Lebenswerk.
Nach neun animierten Kurzfilmen veröffentlichte Miailhe 2021 mit Die Odyssee ihren ersten Langanimationsfilm. Der Film folgt den Kindern Kyona und Adriel auf der Suche nach ihren Eltern, nachdem ihr Dorf überfallen wurde. Die Arbeit am Film begann 2006. Wie die meisten ihrer Kurzfilme entstand auch Die Odyssee in Zusammenarbeit mit Kinderbuchautorin Marie Desplechin, mit der Miailhe das Drehbuch schrieb. Das fertiggestellte Drehbuch wurde bereits 2011 auf dem Festival Premier Plans in Angers mit dem Drehbuchpreis ausgezeichnet. Die eigentliche Filmproduktion nahm drei Jahre in Anspruch, die Animation erfolgte aufwändig manuell in Öl auf Glas. Der Film ist Miailhes Mutter und Großmutter gewidmet. Beim César 2022 erhielt er eine Nominierung in der Kategorie Bester Animationsfilm.
Miailhe lehrte Animation unter anderem an der Gobelins, l’école de l’image, der ENSAD und der Animationsfilmschule La Poudrière. Sie lebt und arbeitet in Paris.

## Filmografie
Wenn nicht anders vermerkt, als Regisseurin:
- 1991: Hammam
- 1995: Shéhérazade
- 1996: Histoire d’un prince devenu borgne et mendiant
- 2000: Au premier dimanche d’août
- 2002: Les oiseaux blancs, les oiseaux noirs
- 2006: Die verlorene Puppe (Conte de quartier)
- 2008: Le cœur d’Amos Klein – nur Spezialeffekte
- 2009: Matières à rêver
- 2009: Cyprine (Kompilationsfilm, enthält Matières à rêver)
- 2013: Méandres – mit Elodie Bouedec, Mathilde Philippon-Aginski
- 2016: 25, passage des oiseaux
- 2021: Die Odyssee (La traversée)

## Ausstellungen (Auswahl)
Miailhes Werke waren in verschiedenen Ausstellungen zu sehen:
- 1983: Ausstellung von Gravuren, Galerie James Mayor, Paris
- 1985: Ausstellung von Gravuren, Galerie Trames et textures, Lyon
- 1985: Trains of the Africa, Pastellzeichnungen, Elme Cultural Center
- 1989: Hammam, Studio Bonaparte, Paris
- 2000: Pastell- und Ölzeichnungen aus Au premier dimanche d’août, Zentrum für zeitgenössische Kunst in Valencia, Spanien
- 2001: Florence Miailhe, 20. Festival d’animation d’Espinho, Portugal
- 2001: Scheherazade und Histoire d’un prince devenu borgne et mendiant, Pastellzeichnungen, Bibliothèque de Bobigny
- 2001: Art and Animation – Pastellzeichnungen und Ölzeichnungen, Porto, Portugal
- 2002: Florence Miailhe – Pastellzeichnungen und Ölzeichnungen, Art Space SanKaiBi, Tokio, Japan
- 2007: Florence Miailhe 1985-2007, Shizuoka Convention & Arts Center, Japan
- 2007: Ausstellung von Ölgemälden, Galerie SanKaiBi, Japan
- 2011: Florence Miailhe, Mitsukoshi, Nagoya, Japan
- 2011: Florence Miailhe, Tokyo American Club, Frederick Harris Gallery, Japan

## Publikationen
- 1989: Hammam – Text von Robert Lapoujade, Serigrafien, von Florence Miailhe
- 2006: Chroniques d’ici et d’ailleurs, Florence Miailhe. Garde-Temps Editions (Buch und CD)

## Auszeichnungen (Auswahl)
- 1991: Kurzfilmpreis Goldenes Einhorn, Festival international du film d’Amiens, für Hammam
- 1993: César-Nominierung, Bester Kurzfilm, für Hammam
- 1995: Publikumspreis Festival International de films de femmes de Créteil für Shéhérazade
- 2001: Bester Animationsfilm, Festival du Court-Métrage de Clermont-Ferrand, für Au premier dimanche d’août
- 2002: César, Bester Kurzfilm, für Au premier dimanche d’août
- 2006: Besondere Erwähnung der Jury, Internationale Filmfestspiele von Cannes, für Die verlorene Puppe
- 2006: Nominierung Goldene Palme für den besten Kurzfilm, Internationale Filmfestspiele von Cannes, für Die verlorene Puppe
- 2006: Silberne Taube, Internationales Leipziger Festival für Dokumentar- und Animationsfilm, für Die verlorene Puppe
- 2015: Cristal d’honneur (Preis für das Lebenswerk) des Festival d’Animation Annecy
- 2021: Premio Achille Valdata, Torino Film Festival, für Die Odyssee
- 2022: César-Nominierung, Bester Animationsfilm, für Die Odyssee
- 2022: Nominierung Bester Animationsfilm, Prix Lumières, für Die Odyssee
- 2022: Förderpreis der DEFA-Stiftung auf dem Internationalen Filmfestival Schlingel, für Die Odyssee